# Lifturile spațiale în ficțiune
Lifturile spațiale în ficțiune

## Romane și basme
- 2061: Odyssey Three, roman de Arthur C. Clarke. Liftul spațial este posibil după o descoperire revoluționară: nucleul lui Jupiter (în prezent fragmente în jurul orbitei lui Lucifer) a fost un diamant solid, reprezentând cea mai rezistentă substanță din natură, dintr-o dată disponibilă în cantități mari; această descoperire facilitează construirea unui lift solid
- 3001: The Final Odyssey, roman de Arthur C. Clarke. În acest roman, un inel locuit există acum în jurul Pământului, acesta este conectat de suprafața Pământului prin intermediul a patru lifturi spațiale solide din diamant
- The Last Theorem, roman de Arthur C. Clarke și Frederik Pohl
- Across the Sea of Suns, roman de Gregory Benford
- Across the Sea of Stars, colecție de povestiri de Arthur C. Clarke
- Assassin Gambit, roman de William Forstchen
- Chasm City, roman de Alastair Reynolds
- City of Heaven, roman de Tom Terry care descrie un atac terorist la bordul unei lift spațial
- Coyote Frontier, roman de Allen Steele
- Deepsix, roman de Jack McDevitt. Rămășițele unui lift spațial sunt găsite pe o planetă acum pustie
- Drakon, roman de S.M. Stirling. Îl numește vrej de fasole
- Feersum Endjinn, roman de  Iain M. Banks
- Foreigner, roman de Robert J. Sawyer
- Friday, roman de Robert A. Heinlein
- The Fountains of Paradise, roman de Arthur C. Clarke. Tema principală a acestui roman este chiar construirea unui lift spațial pe vârful unui munte de pe Pământ într-o versiune fictivă a insulei Sri Lanka.
- Halo: Ghosts of Onyx, roman de Eric S. Nylund. Prezintă un lift orbital din Havana, Cuba.
- Hothouse, roman de Brian Aldiss
- Jack și vrejul de fasole, basm. Având în vedere această poveste despre o plantă care creste în sus, în cer, un alt nume pentru liftul spațial a fost inventat: 'vrej de fasole'.
- Jack and the Skyhook, carte pentru copii de Damien Broderick
- Johnny Mackintosh and the Spirit of London, roman de Keith Mansfield. Title character Johnny Mackintosh and sister Clara leave Earth for the first time in a secret space elevator.
- Jumping Off the Planet, roman de David Gerrold
- Trilogia Marte, o serie de romane (Red Mars, Green Mars și Blue Mars) de Kim Stanley Robinson. Trilogia descrie lifturi spațiale pe Pământ și de pe Marte ale căror cabluri sunt realizate din nanotuburi de carbon, care sunt fabricate pe un asteroid, și coborâte în atmosferă, folosind asteroidul ca o contragreutate. Red Mars descrie ceea ce se întâmplă atunci când cablul este tăiat în punctul de ancorare de pe asteroid
- Mercury, roman de Ben Bova despre sabotarea unui lift spațial
- The Night Sessions. roman de Ken MacLeod
- Old Man's War, roman de John Scalzi.
- Rainbow Mars, roman de Larry Niven cu 'vrejuri de fasole' pe Marte și pe Pământ
- The Science of Discworld, de Terry Pratchett, Jack Cohen și Ian Stewart, în care umanitatea evadează spre stele prin intermediul unui lift
- Songs of Distant Earth, roman de Arthur C. Clarke. Termenul de 'lift spațial' nu este utilizat în această carte și aparatul folosit nu este potrivit pentru transportul oamenilor. În schimb, un fel de cablu foarte puternic este folosit pentru a trage blocuri masive de gheață de la suprafața unei planete fictive până la o navă spațială aflată pe orbită în jurul planetei
- Starclimber, roman de Kenneth Oppel
- Star Trek: S.C.E. #37: Ring Around the Sky de Allyn Gibson. Prezintă o lume care are o serie de lifturi spațiale conectate la o structură în formă de inel solid construită în jurul planetei, acum amenințată cu prăbușirea.
- Strata, unul din cele două romane ale lui Terry Pratchett care sun scrise doar în genul science-fiction
- Sundiver, roman de David Brin
- Sunstorm, roman de Arthur C. Clarke și Stephen Baxter
- Sometimes The Dragon Wins, roman de William Walling
- The Descent of Anansi, roman de Steven Barnes and Larry Niven (ISBN 0-8125-1292-8)
- The End of the Empire, roman de Alexis A. Gilliland
- The Night's Dawn Trilogy, romane de Peter F. Hamilton
- The Web Between the Worlds, roman de Charles Sheffield
- Tour of the Universe, roman de Robert Holdstock și Malcolm Edwards
- Zavtra Nastupit Vechnost (Veșnicia va veni mâine), roman de scriitorul rus de SF Alexander Gromov
- Zmeyonysh (Young Snake), nuvelă de Alexander Gromov
- Zastryat v Lifte (To Struck in The Elevator), povestire de scriitorul rus de SF Dmitry Tarabanov. În această poveste de dragoste, are loc sabotarea primului lift spațial, construit de LiftPort Group și numit după Iuri Artsutanov.
- Metaplanetary și Superluminal, romane ale scriitorului de science fiction (spre deosebire de creatorul benzilor desenate) Tony Daniel
- The Mirrored Heavens, roman de David J. Williams
- Singularity's Ring, roman de Paul Melko

## Filme și seriale TV
- Kaena: The Prophecy, un film CG care prezintă un „arbore” orbital, comparabil cu un lift spațial.
- Kamen Rider Kabuto Movie God Speed Love
- Mystery Science Theater 3000, serial de televiziune, Dr. Clayton Forrester atașează un cablu la Satelitul Iubirii numit "Umbilicus", transformând Satelitul Iubirii într-un lift spațial.
- Star Trek: Voyager, episodul "Rise"
- În Doctor Who, The Waters of Mars este menționat de către Ed Gold (Peter O'Brian) al doilea-la-comandă după Adelaide Brook (Lindsay Duncan), noul-însoțitor al Doctorului de atunci, că un lift spațial a fost construit în Australia de vest în anul 2044.
- În serialul de animație Generator Rex organizația internațională Providience a construit un lift spațial.